# Apoxyomène de Croatie
L’Apoxyomène de Croatie (en croate: Hrvatski Apoksiomen) est une sculpture hellénistique en bronze, fondue au -IIe ou -Ier siècle avant l'ère commune, découverte en 1996 au fond de la mer Adriatique, près de l'îlot croate de Vele Orjule, au sud-est de l'île de Lošinj (baie de Kvarner). Il représente un athlète « Apoxyoménos », c'est-à-dire en train de gratter la sueur et la poussière de son corps avec le petit instrument incurvé appelé strigile.
Une fois retiré de la mer en 1999, l’Apoxyomène de Croatie a été largement restauré. Il n'a pas été exposé au public avant 2006. Il est le plus complet et le mieux conservé des huit statues connues d'Apoxyomène.

## Découverte
L'Apoxyomène a été découvert en 1996 par un touriste belge, René Wouters, près de l'îlot de Vele Orjule, sur le fond sableux de la mer Adriatique, entre deux rochers, à une profondeur d'environ 45 mètres. René Wouters, grand plongeur sportif et photographe amateur qui visitait la Croatie et l'île de Lošinj depuis plusieurs années, a découvert la statue par hasard au cours d'une de ses plongées,,. Il en a informé le ministère croate de la Culture en 1998. Il était présent quand une équipe de plongeurs du ministère de la Culture et du musée archéologique de Zadar, la police spéciale et une entreprise de transport spécialisée ont retiré la statue du fond de la mer, le 27 avril 1999.

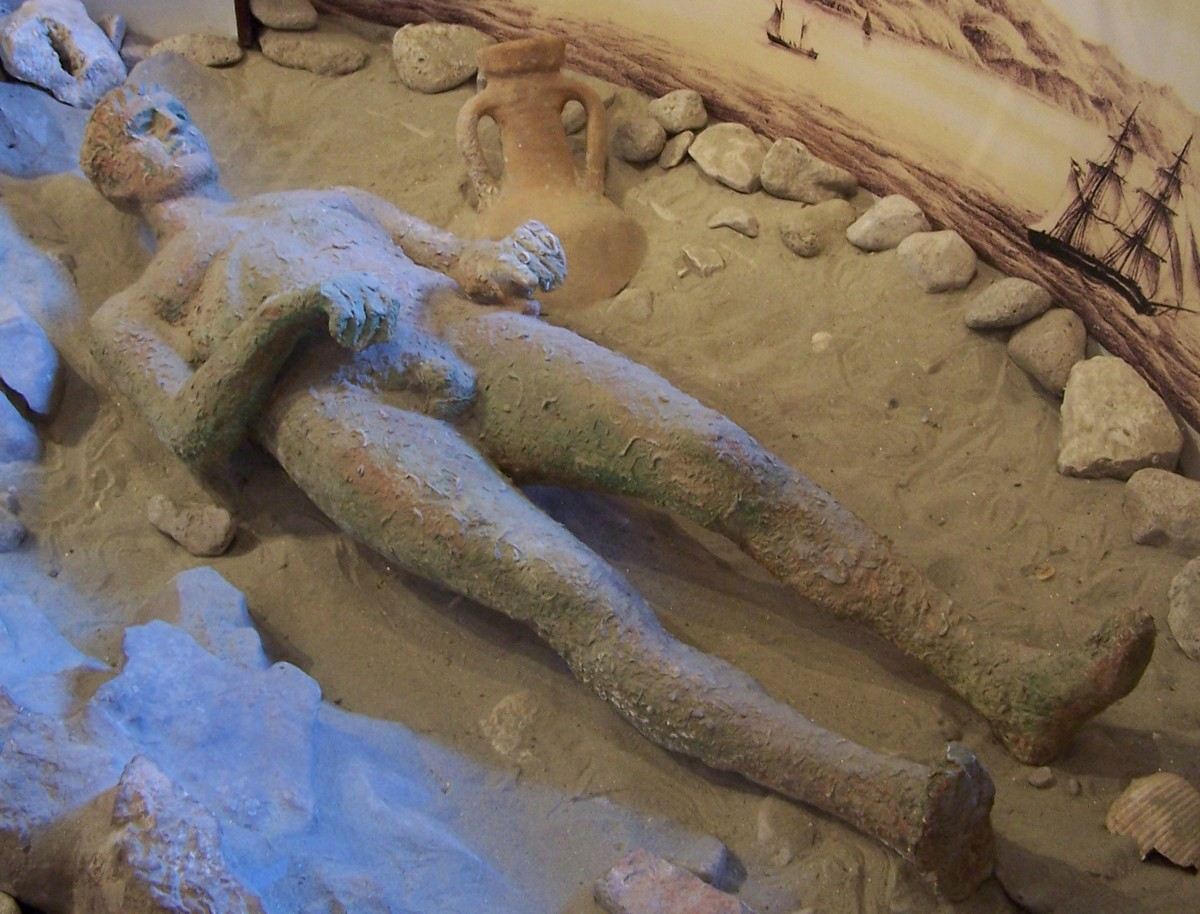
Reconstitution montrant la statue au moment de sa découverte.

## Restauration
L'Apoxyomène, une fois sorti de la mer, était couvert d’organismes marins. Les scientifiques n'ont pas utilisé d'agents chimiques pour les éliminer : seuls des instruments à main mécaniques de précision (et des machines occasionnellement) ont été utilisés dans le processus de conservation, qui était le premier du genre en Croatie. Les fissures et les brisures ont été réparés et une structure spécialement conçue pour supporter toute la statue de l'intérieur a été réalisée.

## Apparence et typologie
L'Apoxyomène de Croatie mesure 1,92 m de haut et repose sur une base en bronze originale de 10 cm de haut décorée d'ornements carrés et en croix gammées. Les historiens d'art Nenad Cambi, de Split, et le professeur Vincenzo Saladino, de l'Université de Florence, pensent que cette statue en bronze date du IIe ou du Ier siècle avant notre ère. L'auteur est inconnu, mais la beauté de la statue, ainsi que la qualité de la fonte, indiquent un artiste et un fondeur hautement qualifiés.
Une statue similaire, trouvée en 1896 à Éphèse, est conservée au Kunsthistorisches Museum de Vienne. L'Apoxyomène de Croatie est différent du type de l'Apoxyomène du Vatican de Lysippe, principalement parce que l'athlète croate tient ses mains au niveau de la hanche et non de l'avant-bras. Un plus grand nombre de découvertes fragmentaires de ce type montre la popularité de cette figure dans l'Antiquité. L'Apoxyomène du Vatican a peut-être été créé comme une variation de style du thème de Lysippe. Parmi les huit statues connues d'Apoxyomène, la statue croate est la plus complète et la mieux conservée,.

## Analyse
Des fragments de bois, des brindilles, quelques graines de fruits, des olives dénoyautées et des cerises, ainsi que le nid d'un petit rongeur ont été trouvés à l'intérieur de l'Apoxyomène. Une datation au radiocarbone des matériaux organiques trouvés à l'intérieur de la statue indique que la statue n'est pas tombée à la mer immédiatement après sa fabrication, mais selon les résultats, son immersion se situerait entre 20 av. J.-C. et 110 apr. J.-C..
Une vaste recherche sous-marine sur une surface de 50 000 mètres carrés autour du lieu de la découverte, à l'aide de sondes robotiques et de détecteurs de métaux, a révélé des fragments de la base en bronze de la statue, une barre d'ancrage en plomb et des restes d'amphores. Les découvertes n'indiquant pas un naufrage, les chercheurs pensent que l'Apoxyoménos a été jeté à la mer par un navire marchand romain lors d'une tempête, mais la raison reste mystérieuse,.
Au début du IIe siècle de notre ère, cet Apoxyomène était déjà considéré comme une antiquité. Il était peut-être en train d'être transporté dans l'une des grandes villes de l'Adriatique septentrionale, telles qu'Aquilée, Trieste, Ravenne, Pula ou Parentium. Une des premières villas romaines avec thermes dans la baie de Verige sur l'île de Veli Brijun fait également partie des destinations possibles,,.
Depuis la découverte, les archéologues sont divisés sur la question de savoir si le modèle était gaucher ou droitier. Lors de la visite de l'exposition « Apoxyomenos » au Palazzo Medici Riccardi, le ministre italien de l'Éducation, Giuseppe Fioroni, a conclu que le modèle était gaucher. Il a basé ses observations sur le fait que les muscles de l'épaule gauche du modèle sont plus développés que ceux de droite.
L'archéologue croate Nenad Cambi a analysé le type de corps et les proportions de la statue et a conclu, sur la base du développement musculaire du haut du torse, qu'ils sont très probablement ceux d'un lutteur.
Cambi a contesté la classification et la dénomination de la sculpture. À son avis, « Apoxyomène » n'est pas le nom le plus approprié pour cette statue, car le modèle est occupé à nettoyer l'instrument de grattage, et non son corps. À cet égard, cette statue est différente des autres, à l’exception de celle de Vienne, découverte en 1896. Selon lui, cette statue est aussi mal classée. Cambi soutient que le nom correct pour ce type de statue serait le « nettoyeur de strigile ».

## Expositions

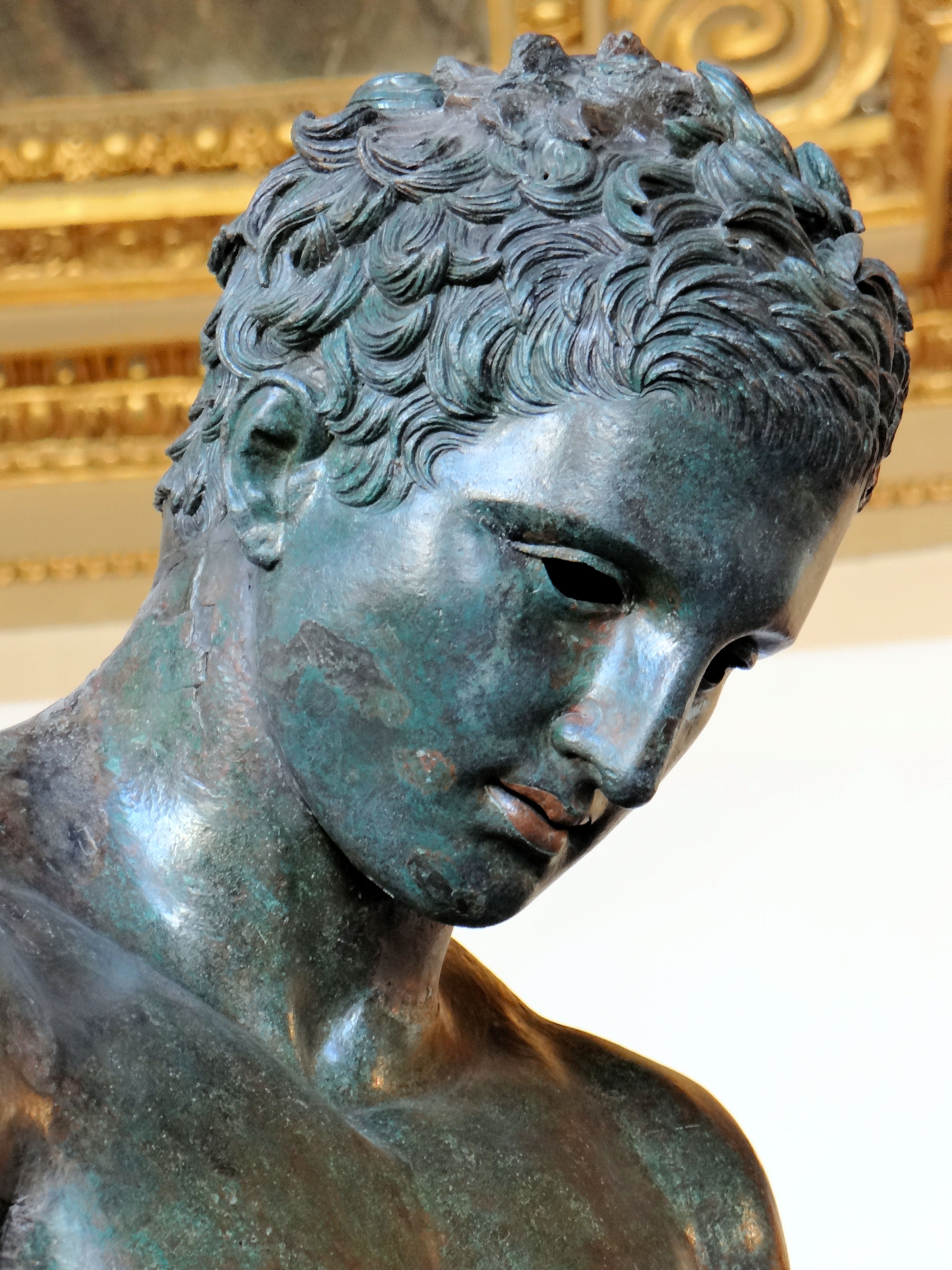
L'Apoxyomène exposé au Louvre.

Après des années de dessalement et de restauration minutieuse, l'Apoxyomène a été exposé au musée archéologique de Zagreb (en) du 18 mai au 17 septembre 2006. Du 1er octobre 2006 au 30 janvier 2007, il a été exposé au Palazzo Medici Riccardi (Italie), où il a été vu par environ 80 000 personnes augmentant considérablement le nombre de visites du Palais. Au cours des deux années suivantes, l'Apoxyomène a été de nouveau exposé au musée archéologique de Zagreb.
En 2007, l'Apoxyomène a reçu le prix du patrimoine culturel de l'Union européenne, Europa Nostra.
Après son retour à Zagreb en 2007, l'Apoxyomène a été exposé dans de nombreux musées internationaux, notamment au British Museum à Londres et au J. Paul Getty Museum à Los Angeles :
- 21 février - 20 avril 2008, Osijek, Musée archéologique d'Osijek
- 28 avril - 30 juin 2008, Rijeka, Musée maritime et d'histoire du littoral croate
- 8 juillet - 1er décembre 2008, Split, Musée ethnographique de Split
- 31 mars - 7 septembre 2010, Zadar, Musée du verre antique
- 15 septembre 2010 - 30 janvier 2011, Zagreb, Galerie Klovićevi Dvori
- 3 mars - 30 mai 2011, Musée de la ville de Ljubljana, Slovénie
- 2 février - 4 novembre 2012, Zagreb, Musée Mimara[12]
- 22 novembre 2012 - 25 février 2013, Paris, Musée du Louvre.

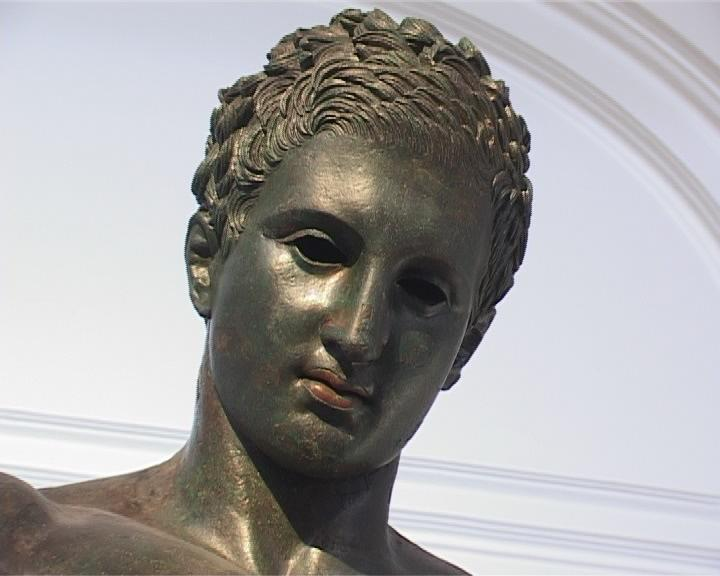
Tête de l'Apoxyomène
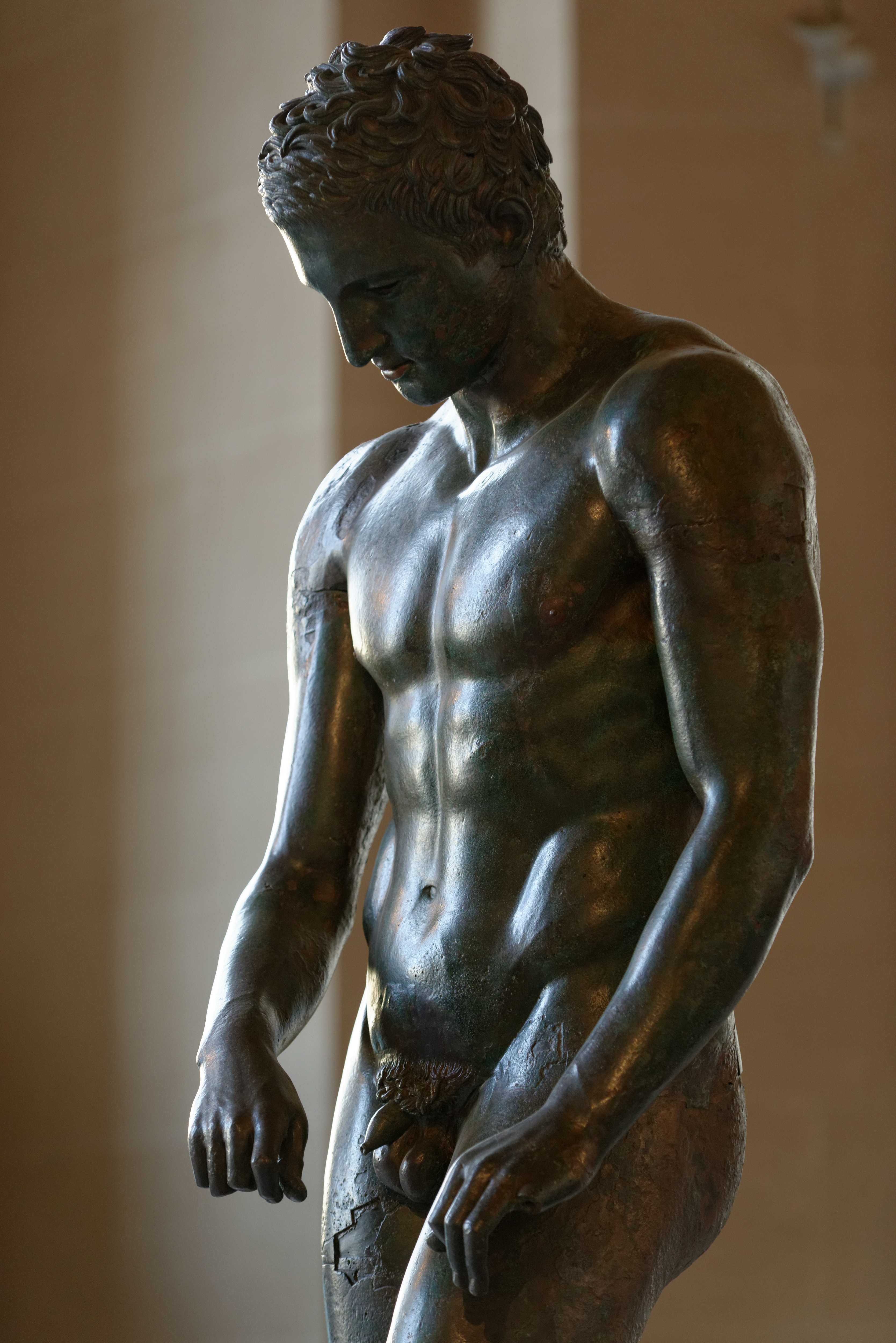
Torse
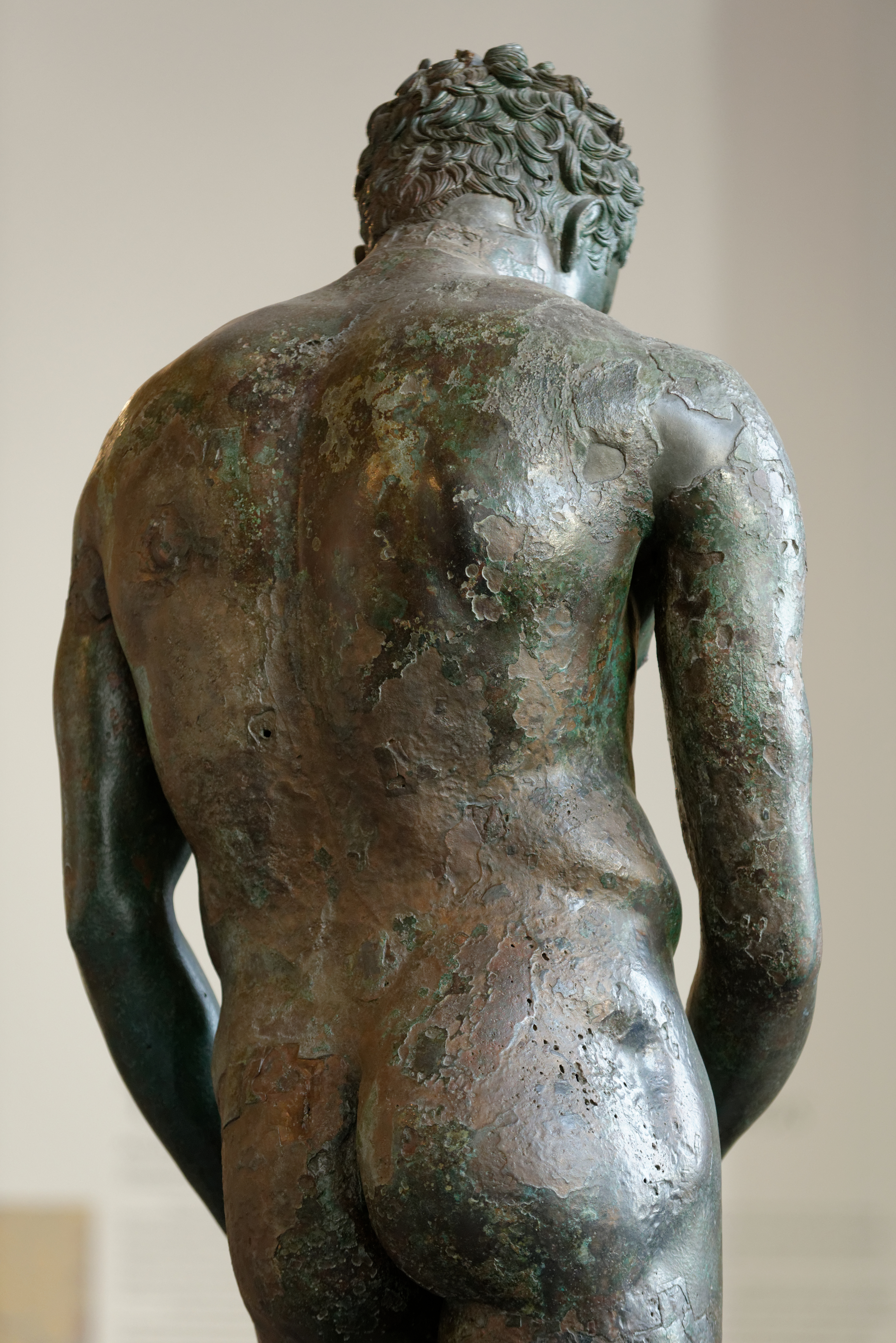
Dos
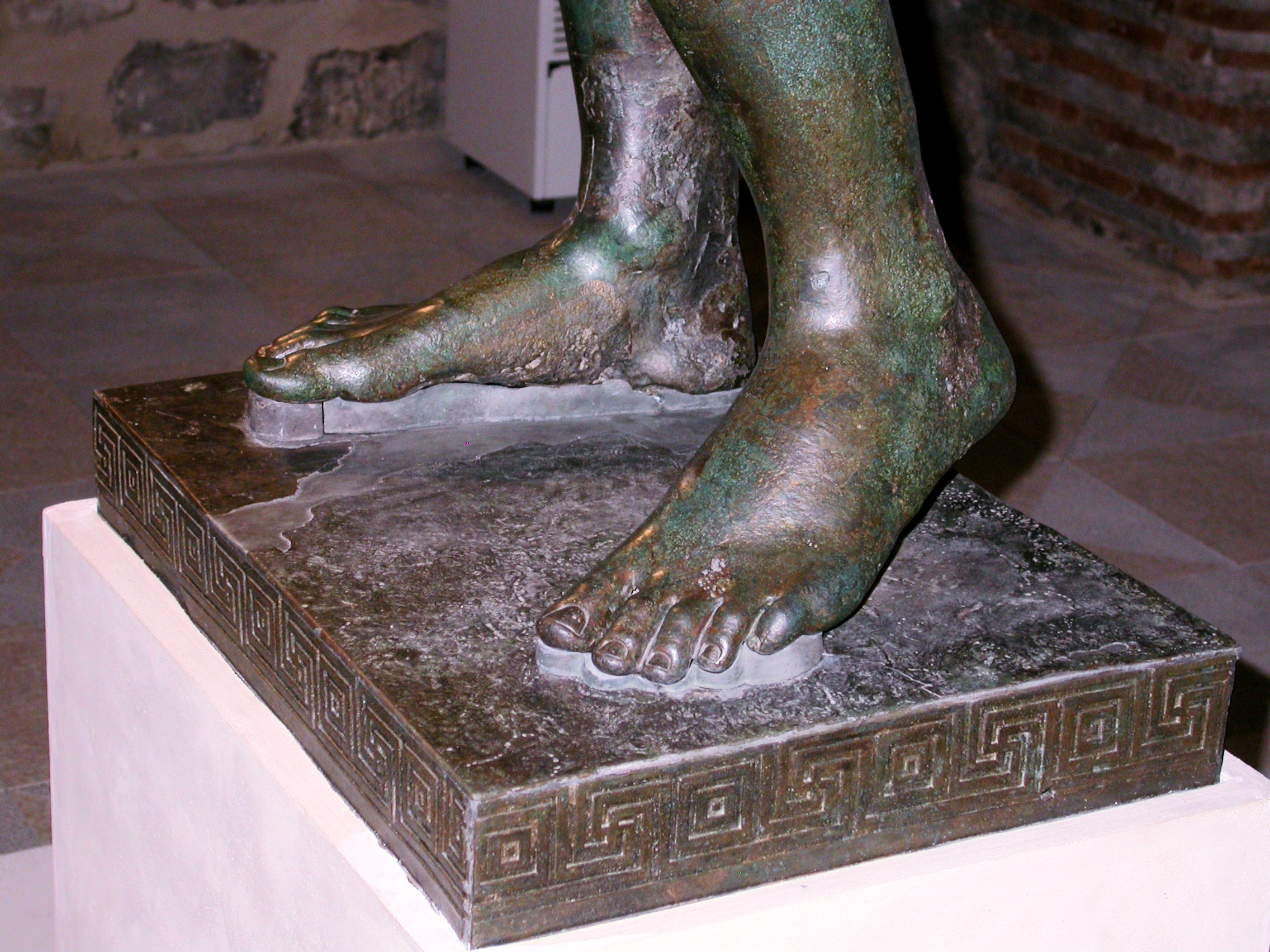
Pieds et ornements de la base

## Le musée de l'Apoxyomène
En février 2007, le Premier ministre croate, Ivo Sanader, avait plaidé en faveur du déplacement de l'Apoxyomène sur l'île de Lošinj, près de laquelle il a été retrouvé.
En octobre 2007, le Conseil du patrimoine culturel a décidé à l'unanimité que la statue serait transférée dans un tout nouveau musée de l'Apoxyomène, construit en complément du palais historique du Kvarner à Mali Lošinj. Cette décision a été soutenue par le ministère de la Culture.
Depuis le 30 avril 2016, l'Apoxyomène est donc conservé au musée qui porte son nom, à Mali Lošinj. Selon les plans des architectes Saša Randić et Idis Turato, le musée fut construit de 2009 à 2016, pour un coût d'environ 20 millions de kuna (environ 2,6 millions d'euros),.